# Лайб, Конрад

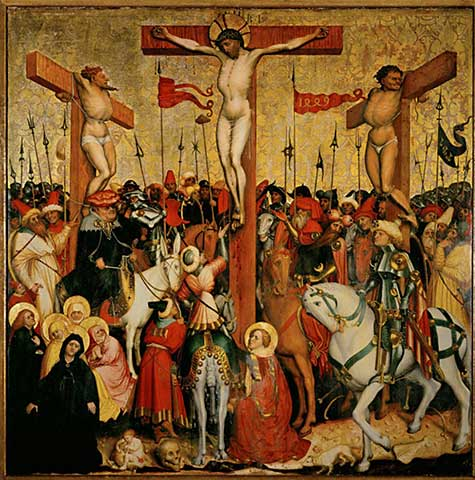
Распятие — около 1449, Галерея Бельведер, Вена

Конрад Лайб (нем. Konrad Laib; около 1410 — после 1460, Зальцбург) — австрийский художник поздней готики.

## Биография

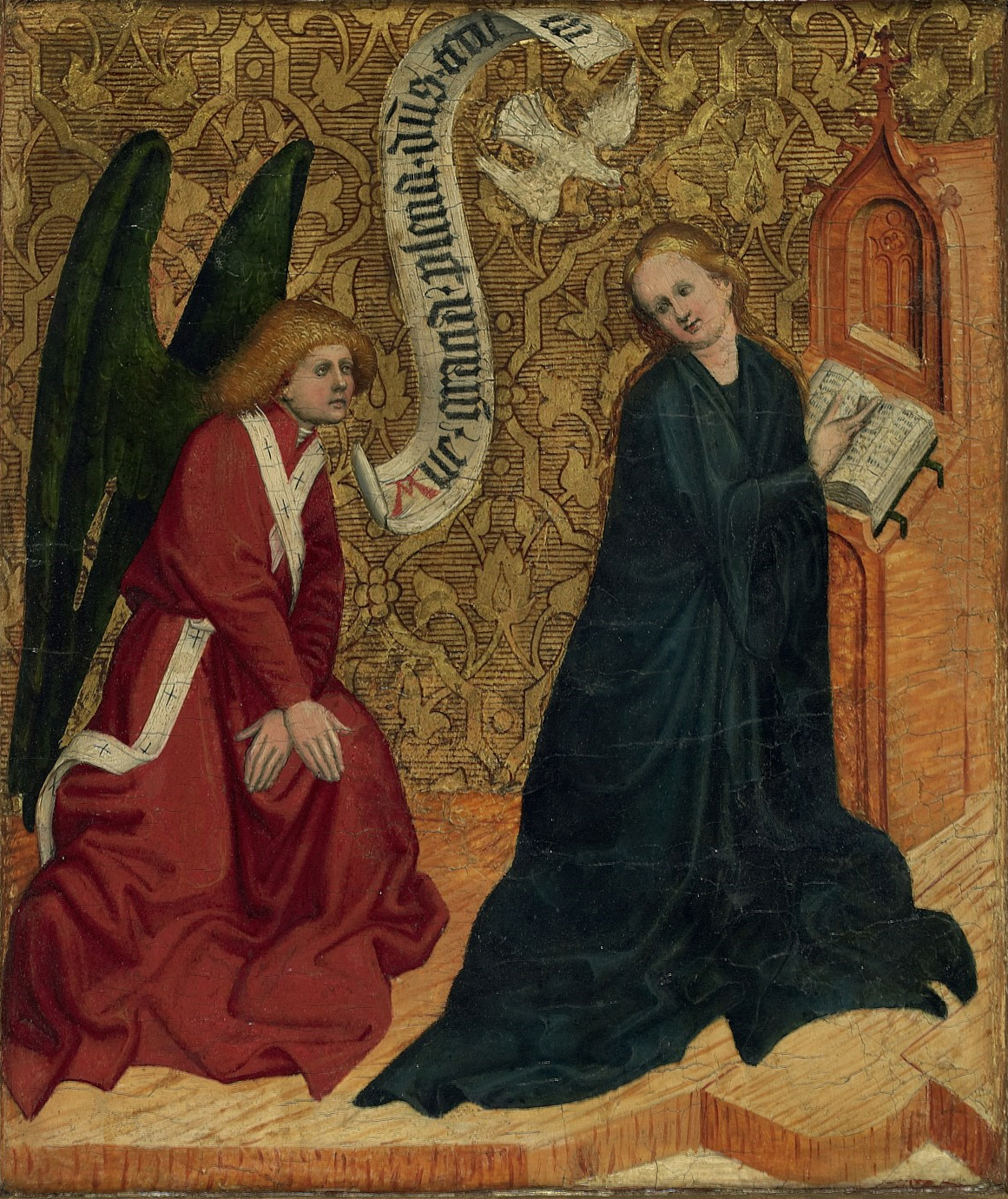
Благовещение Марии. 1450, Музей «Каролино — Августеум», Зальцбург

О жизни художника известно мало. Родился, по-видимому, в Айзлингене в Швабии. Его имя впервые упоминается в 1442 в Зальцбурге, где в 1448 он получил гражданство. Первая известная работа К. Лайба — Алтарь Марии (ок. 1440), от которого сохранились две створки «Рождество» и «Поклонение волхвов» (Кливленд, музей), который предназначался для Зальцбурга.
Вероятно совершил поездку в Италию (Падуя, Верона). В его творческой манере проявляется влияние нидерландской живописи, в частности, школы Робера Кампена и Рогира ван дер Вейдена.

## Избранные работы, приписываемые К. Лайбу
- Поклонение трех королей — 1440-50, Кливлендский художественный музей
- Св. Максимилиан — до 1449, Бишофен
- Распятие — около 1449, Галерея Бельведер, Вена
- Св. Примиан и Гермес — около 1446, Музей «Каролино — Августеум», Зальцбург
- Распятие — 1457 , Музей Граца
- Мадонна с младенцем — Старая пинакотека, Мюнхен.